# Rodilhan
Rodilhan – miejscowość i gmina we Francji, w regionie Oksytania, w departamencie Gard.
Według danych na rok 1990 gminę zamieszkiwało 2411 osób, a gęstość zaludnienia wynosiła 514 osób/km² (wśród 1545 gmin Langwedocji-Roussillon Rodilhan plasuje się na 156. miejscu pod względem liczby ludności, natomiast pod względem powierzchni na miejscu 1024.).